# Reinhard Veser
Reinhard Veser (* 17. Oktober 1968 in Stuttgart) ist ein deutscher Journalist und seit Januar 2000 Redakteur der politischen Redaktion der Frankfurter Allgemeinen Zeitung.

## Leben
Nach dem Zivildienst studierte Veser von 1990 bis 1997 an den Universitäten Heidelberg, Vilnius und Mainz Slawistik, Osteuropäische Geschichte und Politikwissenschaft. Ab 1986 arbeitete er für die Filder-Zeitung. Seit seiner Studienzeit in Litauen (Vilnius) im Wintersemester 1993/94 schrieb er Artikel zu Litauen und Weißrussland. Nach seinem Volontariat ab 1998 wurde er zum 1. Januar 2000 Redakteur der politischen Abteilung der FAZ, in der er sich vor allem mit Osteuropa befasst.
Veser ist verheiratet und hat zwei Kinder.

## Mitgliedschaften
Veser gehörte zur Jury des Gerd Bucerius-Förderpreises Freie Presse Osteuropas 2012.
Er nahm an Veranstaltungen des Netzwerks für Osteuropa-Berichterstattung teil, und wirkte bei Veranstaltungen des Deutschen Polen-Instituts mit. Veser ist seit 1999 Mitglied in der Deutschen Gesellschaft für Osteuropakunde.

## Politische Positionen
Veser vertritt dezidiert konservative Positionen, besonders deutlich in seinem Bereich, der Osteuropa-Politik. Die transatlantische Sicherheitspartnerschaft gilt ihm als Fundament deutscher Außenpolitik.

### Ukraine-Krise und Medienkritik
Veser hält die Grundzüge des Konflikts zwischen Russland und der Ukraine jenseits aller berechtigten Forderungen nach Darstellung der „Grautöne“ für klar erkennbar. Der ukrainische Präsident Janukowytsch habe als „korrupter und autoritärer Herrscher“ versucht, die anfänglich friedlichen Massenproteste auf dem Maidan mit Gewalt niederzuschlagen. Nach seinem Sturz habe das ebenso autoritär regierte Russland, das ihn unterstützt und ihn „zu einem noch härteren Vorgehen gegen die Demonstranten aufgefordert hatte“, einen Teil des Landes besetzt und einen Krieg mit Tausenden von Toten „losgetreten“. Veser kritisiert, dass die deutsche Debatte über die Ukraine und Russland von Anfang an von einer „bedrückenden Unfähigkeit (oder einem Unwillen) geprägt“ gewesen sei, „Schwarz und Weiß, Recht von Unrecht zu unterscheiden“. Diese „Wirklichkeitsverweigerung“ sei von einer Beschimpfung der Medien als einseitig, voreingenommen und antirussisch begleitet worden. Die Kritik von Mathias Bröckers und Paul Schreyer an der Berichterstattung der Medien zu Beginn der Ukraine-Krise bezeichnete Veser als absurde Verschwörungstheorie um den amerikanischen Thinktank Atlantic Council und als „rassistische Esoterik“. Nach der Ausweitung des russischen Angriffskrieges kritisierte Veser das „Manifest für Frieden“ von Alice Schwarzer und Sahra Wagenknecht, da es die Schuldfrage gezielt verschleiere und letztlich nur Kreml-Propaganda unterstütze.

## Publikationen
- E-Book als PDF: Wladimir Putin. Vom KGB-Agenten zum starken Mann Russlands. Frankfurter Allgemeine Archiv, Frankfurt am Main 2016, ISBN 978-3-89843-389-1.
- Die Neuen in der EU. Holzhausen, 2004, ISBN 978-3-85493-084-6.
- Der Prager Frühling 1968. Landeszentrale für Politische Bildung Thüringen, 1998, ISBN 978-3-931426-22-4.
- Laut sprechen über die schwierigsten Fragen. Die Romane Józef Mackiewicz. In: Jahrbuch Polen 2003. Band 14, Deutsches Polen Institut, Harrassowitz Verlag, Wiesbaden 2003.